# Cisco Discovery Protocol
CDP (Cisco Discovery Protocol, ‘protocolo de descubrimiento de Cisco’),  es un protocolo de red propietario de nivel 2, desarrollado por Cisco Systems y usado en la mayoría de sus equipos. Es utilizado para compartir información sobre otros equipos Cisco directamente conectados, tal como la versión del sistema operativo y la dirección IP. CDP también puede ser usado para realizar encaminamiento bajo demanda (ODR, On-Demand Routing), que es un método para incluir información de encaminamiento en anuncios CDP, de forma que los protocolos de encaminamiento dinámico no necesiten ser usados en redes simples.
Los dispositivos Cisco envían anuncios a la dirección de destino de multidifusión 01:00 (que también es usada por otros protocolos propietarios de Cisco tales como VTP). Los anuncios CDP (si está soportados y configurados en el IOS) se envían por defecto cada 60 segundos en las interfaces que soportan cabeceras SNAP, incluyendo Ethernet, Frame Relay y ATM. Cada dispositivo Cisco que soporta CDP almacena la información recibida de otros dispositivos en una tabla que puede consultarse usando el comando show cdp neighbor. La información de la tabla CDP se refresca cada vez que se recibe un anuncio y la información de un dispositivo se descarta tras tres anuncios no recibidos por su parte (tras 180 segundos usando el intervalo de anuncio por defecto).
La información contenida en los anuncios CDP varía con el tipo de dispositivo y la versión del sistema operativo que corra. Dicha información incluye la versión del sistema operativo, el nombre de equipo, todas la direcciones de todos los protocolos configurados en el puerto al que se envía la trama CDP (por ejemplo, la dirección IP), el identificador del puerto desde el que se envía el anuncio, el tipo y modelo de dispositivo, la configuración duplex/simplex, el dominio VTP, la VLAN nativa, el consumo energético (para dispositivos PoE) y demás información específica del dispositivo. La información contenida en estos anuncios puede ser extendida fácilmente gracias al uso del formato de trama TLV.
El protocolo está habilitado por defecto en todos las interfaces de los equipos CISCO. Para deshabilitarlo de forma global se utiliza el comando no cdp run en modo enable y para deshabilitarlo en una interfaz concreta se utiliza el comando  no cdp enable en la configuración de dicha interfaz.
- Datos: Q1093194